# Schauinsland (FFH-Gebiet)
Das FFH-Gebiet Schauinsland in Baden-Württemberg wurde 2005 durch das Regierungspräsidium Freiburg angemeldet. Mit Verordnung des Regierungspräsidiums Freiburg zur Festlegung der Gebiete von gemeinschaftlicher Bedeutung vom 25. Oktober 2018 (in Kraft getreten am 11. Januar 2019) wurde das Schutzgebiet ausgewiesen.

## Lage
Das 9,2 km² große Schutzgebiet Schauinsland liegt im  Naturraum Hochschwarzwald. Es liegt zu 63 % im Landkreis Breisgau-Hochschwarzwald mit den Gemeinden Bollschweil, Oberried und Münstertal und zu 37 % auf dem Gebiet der Stadt Freiburg im Breisgau. Das FFH-Gebiet umfasst einen Teil des gleichnamigen Naturschutzgebiets.

## Beschreibung
Das Gebiet umfasst Teile der Höhenlandschaft des Schauinsland mit großflächigen Magerrasen und Bergmähwiesen sowie naturnahe Wälder und Blockschutthalden. Bedeutende Sonderstrukturen im Gebiet sind unter anderem Kare, Lawinenbahnen, natürliche Felsformationen, wie der Luisenfels und zahlreiche, teils mächtige Weidbuchen.

## Schutzzweck

### Lebensraumtypen
Folgende Lebensraumtypen nach Anhang I der FFH-Richtlinie kommen im Gebiet vor:
| EU Code | * | Lebensraumtyp (offizielle Bezeichnung)                                                                          | Kurzbezeichnung                              |
| ------- | - | --- | -------------------------------------------- |
| 3260    |   | Flüsse der planaren bis montanen Stufe mit Vegetation des Ranunculion fluitantis und des Callitricho-Batrachion | Fließgewässer mit flutender Wasservegetation |
| 4030    |   | Trockene europäische Heiden                                                                                     | Trockene Heiden                              |
| 5130    |   | Formationen von Juniperus communis auf Kalkheiden und -rasen                                                    | Wacholderheiden                              |
| 6230    | * | Artenreiche montane Borstgrasrasen (und submontan auf dem europäischen Festland) auf Silikatböden               | Artenreiche Borstgrasrasen                   |
| 6430    |   | Feuchte Hochstaudenfluren der planaren und montanen bis alpinen Stufe                                           | Feuchte Hochstaudenfluren                    |
| 6520    |   | Berg-Mähwiesen                                                                                                  | Berg-Mähwiesen                               |
| 7140    |   | Übergangs- und Schwingrasenmoore                                                                                | Übergangs- und Schwingrasenmoore             |
| 8110    |   | Silikatschutthalden der montanen bis nivalen Stufe (Androsacetalia alpinae und Galeopsietalia ladani)           |                                              |
| 8150    |   | Kieselhaltige Schutthalden der Berglagen Mitteleuropas                                                          | Silikatschutthalden                          |
| 8220    |   | Silikatfelsen mit Felsspaltenvegetation                                                                         | Silikatfelsen mit Felsspaltenvegetation      |
| 9110    |   | Hainsimsen-Buchenwald (Luzulo-Fagetum)                                                                          | Hainsimsen-Buchenwald                        |
| 9130    |   | Waldmeister-Buchenwald (Asperulo-Fagetum)                                                                       | Waldmeister-Buchenwald                       |
| 9140    |   | Mitteleuropäischer subalpiner Buchenwald mit Ahorn und Rumex arifolius                                          | Subalpine Buchenwälder                       |
| 9180    | * | Schlucht- und Hangmischwälder (Tilio-Acerion)                                                                   | Schlucht- und Hangmischwälder                |

### Arteninventar
Folgende Arten von gemeinschaftlichem Interesse sind für das Gebiet gemeldet:
| Bild              | EU Code | * | Art                 | wissenschaftlicher Name     | Artengruppe    |
| ----------------- | ------- | - | ------------------- | --------------------------- | -------------- |
| Spanische Flagge  | 1078    | * | Spanische Flagge    | Callimorpha quadripunctaria | Schmetterlinge |
| Eurasischer Luchs | 1361    |   | Eurasischer Luchs   | Lynx lynx                   | Säugetiere     |
| Wimperfledermaus  | 1321    |   | Wimperfledermaus    | Myotis emarginatus          | Säugetiere     |
| Großes Mausohr    | 1324    |   | Großes Mausohr      | Myotis myotis               | Säugetiere     |
|                   | 1387    |   | Rogers Goldhaarmoos | Orthotrichum rogeri         | Moose          |